# Deborah Voigt
Deborah Voigt (Chicago, Illinois, 4 d'agost de 1960) és una soprano lírico-dramàtica estatunidenca.
Va néixer a Illinois però va créixer al comtat d'Orange a Califòrnia i va estudiar a la Califòrnia State University i al Programa Merola de l'Òpera de San Francisco.
És un important exponent en la seva categoria especialitzada en personatges de Wagner, Verdi i Strauss, en especial com Ariadna a Ariadne auf Naxos. Posseeix una veu àmplia i cabalosa de soprano lírica (jugendlich Sopran) amb un tint metàl·lic que li permet travessar la barrera orquestral.
Famosa per les seves interpretacions de Siglinda a Die Walküre, Isolda a Tristan und Isolde, Elisabeth a Tannhäuser, Senta a Der fliegende Holländer (L'holandes errant), l'Emperadriu a Die Frau ohne Schatten (La dona sense ombra), Crysotemis a Elektra, Die Ägyptische Helena i Salomé de Richard Strauss. Així mateix com Leonora a Fidelio, Casandra a Les Troyens, Tosca de Puccini, Gioconda a La Gioconda de Ponchielli, Maddalena a Andrea Chénier de Giordano i Lady Macbeth a Macbeth, Amelia en Un ballo in maschera i Aida totes elles de Verdi.
A la Florida Grand Opera de Miami va cantar Ariadne auf Naxos, la seva primera Macbeth de Verdi dirigida per Tito Capobianco i la seva primera Tosca dirigida per Renata Scotto el 1999. A Vancouver va cantar la seva primera Mariscala de Der Rosenkavalier i a Seattle va ser Agatha de Der Freischütz de Weber.
A més del Gran Teatre del Liceu de Barcelona, ha cantat al Metropolitan Opera de Nova York, Covent Garden de Londres, Wiener Staatsoper o l'Òpera De Viena, al Teatre Real De Madrid, la Deutsche Oper Berlin, l'Òpera de San Francisco, l'Òpera de París, l'Òpera de Chicago, el Teatre Bolxoi de Moscou i al Teatro Colón (Buenos Aires) entre d'altres, com també al Festival de Salzburg, Festival de Tanglewood i Ravinia Festival.
Ha estat requerida per directors com James Levine, Georg Solti, Colin Davis, Giuseppe Sinopoli, Christian Thielemann, Donald Runnicles i Andrew Davis i ha cantat al costat de Plácido Domingo, Luciano Pavarotti, Leonie Rysanek, Hildegard Behrens, Natalie Dessay, Ben Heppner, James Morris i Anne Sofie von Otter.
Va cridar l'atenció del món líric el 1991 com Ariadna a Boston catapultant-la a debuts en aquest personatge a diverses cases d'òpera. El 2004 protagonitzà un escàndol inèdit quan el seu contracte amb el Covent Garden va ser revocat per considerar-la massa corpulenta per al paper segons la idea del director d'escena. Voigt va demandar al teatre i es va sotmetre a una operació de bypass gàstric aprimant-se 61 kg. En la temporada 2008 va retornar triomfal al Covent Garden com Ariadna.
El 1992 va guanyar el Premi Richard Tucker i la competència Txaikovski a Moscou. Ha estat condecorada pel govern francès com a Cavaller de la Legió d'Honor.

## Discografia de referència
- Beethoven: Fidelio, Davis
- Berlioz: Les Troyens, Dutoit
- Ponchielli: La Gioconda, Callegari
- Schoenberg, Gurre Lieder, Sinopoli
- Strauss, Die Frau ohne Schatten, Sinopoli
- Strauss, Ariadne auf Naxos, Sinopoli
- Strauss: Die Ägyptische Helena, Botstein
- Strauss, Elektra (Crysotemis), Sinopoli
- Strauss: Quatre últimes cançons (Vier letzte Lieder), Masur
- Wagner, Tristan und Isolde, Thielemann
- Wagner: Der fliegende Holländer, Levine
- Weber: Oberon, Conlon
- Wagner And Strauss arias, Armstrong
- Zemlinsky: Die Seejungfrau, Symphonies, Conlon